# Густав Калноки
Граф Густав Калноки (на унгарски: Gróf Kőröspataki Kálnoky Gusztáv Zsigmond; на немски: Gustav Sigmund Graf Kálnoky von Köröspatak) е австро-унгарски държавник, министър на външните работи от 1881 до 1895 година.

## Биография
Калноки произхожда от германизиран стар унгарски род. През 1855 г., след 5 години в армията, преминава на дипломатическа служба. Отначало е аташе в столиците на Прусия и Бавария. От 1860 г. в продължение на 10 години е секретар и съветник в посолството във Великобритания. През 1871 – 1872 е временен посланик във Ватикана, от 1874 до 1879 – редовен посланик в Дания, от 1879 до 1881 – в Русия.
След смъртта на барон Хаймерле е назначен за външен министър на Австро-Унгария на 20 ноември 1881 г. Първоначално продължава политиката му на сближение с Германия и Русия в рамките на така наречения „Съюз на тримата императори“, но постепенно влиза в конфронтация с руснаците на Балканите. Това води до договори с Италия (Тройният съюз от 1882 година), Румъния (1883) и Сърбия (1889), придружени с усилия за политическо и стопанско обвързване на тези страни към Австро-Унгария. В резултат от „Българската криза“ от 1885 – 1887 година Калноки елиминира руското влияние в България, но съюзът с Русия не е подновен. За да неутрализира потенциалната руска заплаха, Калноки поддържа близки отношения с Германия, а в 1887 влиза в Средиземноморската антанта с Великобритания.